# تتراندرین
تتراندرین (به انگلیسی: Tetrandrine) با فرمول شیمیایی C38H42N2O6 یک داروی بلوک‌کننده کانال کلسیم با شناسه پاب‌کم 100657 است. که جرم مولی آن ۶۲۲٫۷۴۹۸۸ گرم بر مول می‌باشد. 